# انفجار قرب قرية سوسوزلوغ
انفجار قرب قرية سوسوزلوغ — الانفجار بالقرب من قرية سوسوزلوغ هو انفجار لغم في محيط قرية سوسوزلوغ في منطقة كيلبجار بأذربيجان، والذي وقع في 4 يونيو 2021. أسفر الانفجار عن مقتل مشغل التلفزيون الأذربيجاني سراج أبيشوف ومراسل وكالة الأنباء الحكومية الأذربيجانية محرم إبراهيموف ونائب ممثل رئيس السلطة التنفيذية لمنطقة كيلبجار في مقاطعة سوسوزلوغ الإدارية الإقليمية عارف علييف. أصيب 4 أشخاص آخرين بجروح بدنية متفاوتة الخطورة. كانت هذه هي الحالة الأولى لمقتل الصحفيين في المنطقة التي دارت فيها معارك أثناء حرب كاراباخ الثانية.

## موقع الهجوم
ألقى الجانب الأذربيجاني باللوم على أرمينيا في الحادث، مضيفًا أن مثل هذه الأحداث المأساوية يمكن أن تتكرر إذا لم يتم تسليم خريطة الألغام المزروعة في كاراباخ إلى أذربيجان. أرمينيا لم ترد على هذا. أعرب سفراء وسفارات مختلف البلدان في أذربيجان، وكذلك هيومن رايتس ووتش ومجلس أوروبا ومنظمة الأمن والتعاون في أوروبا والاتحاد الدولي للصحفيين، عن قلقهم بشأن الحادث وأعربوا عن تعازيهم.
احتل الجيش الأرميني أراضي منطقة كالبجار في عام  1993، خلال حرب كاراباخ الأولى. ونتيجة للاحتلال أصبح 60 ألف أذربيجاني يعيشون في أراضي المنطقة لاجئين، واحتُجز أكثر من 150 أذربيجانيًا كرهائن.
خلال حرب كاراباخ الثانية، التي بدأت في 27 سبتمبر 2020، حررت القوات المسلحة الأذربيجانية الارتفاع الاستراتيجي لموروفداغ، الواقع على أراضي منطقة كالبجار، والتي تم الاعتراف بها كواحدة من أكبر القوات العسكرية. نجاحات أذربيجان منذ عام 1992. في 25 تشرين الثاني / نوفمبر 2020، أعيد إقليم كالبجار إلى سيطرة أذربيجان بحسب إحدى نقاط البيان الثلاثي الذي يضمن وقف إطلاق النار في كاراباخ.
لا تزال إزالة الألغام من الأراضي المتضررة من نزاع كاراباخ إحدى القضايا الرئيسية بين أذربيجان وأرمينيا بعد حرب كاراباخ الثانية. بعد انتهاء الحرب، ترددت أنباء متكررة عن تفجير ألغام على عسكريين ومدنيين في أذربيجان. ووفقًا للبيانات الرسمية، منذ توقيع البيان الثلاثي من الجانب الأذربيجاني، لقي أكثر من 120 شخصًا مصرعهم أو جرحوا نتيجة لهذه الحوادث. وقد طالبت أذربيجان مرارًا وتكرارًا من أرمينيا بتقديم خرائط لحقول الألغام، لكن يريفان لم تقدم ردًا إيجابيًا على هذا الطلب. فيما يتعلق برفض أرمينيا تقديم خريطة للأراضي الملغومة في كاراباخ، أرسلت أذربيجان شكويين إلى المحكمة الأوروبية لحقوق الإنسان.
وأكد الجانب الأذربيجاني أنه بدون نقل البيانات عن الأراضي الملغومة، فإن خطر تكرار مثل هذه الأحداث المأساوية سيستمر. قال الممثل الدائم لأذربيجان لدى الأمم المتحدة، ياشار علييف، في وقت سابق في اجتماع لمجلس الأمن التابع للأمم المتحدة، إنه طوال فترة النزاع، تعرضت معظم الأراضي المحتلة في أذربيجان، بما في ذلك المقابر والمواقع التاريخية والأعيان المدنية الأخرى، بشكل منهجي وعشوائي لألغام من قبل أرمينيا. من المفترض أن تستغرق عملية إزالة الألغام من كاراباخ 5-7 سنوات أخرى.
أدت سلسلة من الأحداث على الحدود بين البلدين شارك فيها الجيشان الأذربيجاني والأرميني قبل هذا الحادث إلى الضغط على وقف إطلاق النار بوساطة روسية قبل الانتخابات في أرمينيا. في نهاية شهر مايو، اعتقلت أذربيجان ستة جنود أرمن كانوا يحاولون إزالة الألغام في إقليم كيلبجار. صرحت القيادة الأرمنية بأنها تعمل على تعزيز الدفاع عن المنطقة الحدودية على أراضيها.

## الحادث
ذهب موظفو وكالة الأنباء الحكومية الأذربيجانية («أذرتاج») والتلفزيون الأذربيجاني (AzTV) إلى النقطة المحددة للتصوير في أراضي أذربيجان المحررة من الاحتلال نتيجة حرب كاراباخ الثانية في 4 يونيو / حزيران 2021، قرابة الساعة 11:00، تم تفجير سيارة ركاب من طراز كاماز كانت تقل مندوبين إعلاميين إلى قرية سوسوزلوغ، منطقة كالبجار، بواسطة لغم مضاد للدبابات. تم زرع اللغم أثناء الاحتلال الأرمني.
محرم إبراهيموف هو مراسل أذرتاج. من مواليد 16 أبريل 1982 في قرية أردانيش، مقاطعة كراسنوسيلسكي، جمهورية أرمينيا الاشتراكية السوفياتية. في عام 1989، التحقت بالصف الأول من المدرسة الثانوية رقم 100 في مستوطنة رسول زادة في منطقة بيناجادي في باكو. بعد تخرجه من المدرسة الثانوية عام 1999، التحق بكلية الصحافة بالكلية الاجتماعية والسياسية العليا. بعد تخرجه من المدرسة الثانوية عام 2003، التحق بالخدمة العسكرية التي أكملها في 15 يوليو 2004 في القوات الداخلية بوزارة الداخلية. من 1 سبتمبر 2004 كان مراسلًا، واعتبارًا من 16 يناير 2007 - مراسل رائد لـ «أذرتاج». خلال حرب كاراباخ الثانية، قام بتغطية الأحداث في منطقة الحرب. استشهد بانفجار لغم. كان أب لطفلين. بعد الفحص في فرع كنجه لاتحاد الطب الشرعي والتشريح المرضي، تم تسليم جثته إلى باكو.
عارف علييف - نائب ممثل رئيس السلطة التنفيذية لمنطقة كالبجار في منطقة سوسوزلوغ الإدارية الإقليمية. ولد عام 1983 في قرية سوسوزلوغ. خلال حرب كاراباخ الأولى، تم إجباره على الهجرة، وانتقل إلى قرية خصباج، منطقة جويجول. عمل في هذا المنصب منذ عام 2012. استشهد بانفجار لغم. تيتم أطفاله الثلاثة. في 5 يونيو 2021، سيتم تسليم جثته إلى منزله في منطقة جويجول وسيدفن هناك.
أمين محمدوف هو مدير تلفزيون أذربيجان. وأصيب نتيجة للانفجار. بعد الاتصال بمضيف برنامج الأسئلة الرئيسية (Əsas məsələ) على قناة AzTV ، قال أمين محمدوف أن حالته مستقرة.
```
ولم يتم الكشف بعد عن أسماء الضحايا الثلاثة الآخرين.
[
10
]
 أحدهم سائق الحافلة، واثنان آخران من سكان القرية.
```

## النتيجة
فور انتشار الخبر في وسائل الإعلام، أكد مكتب المدعي العام لجمهورية أذربيجان ووزارة الداخلية لجمهورية أذربيجان المعلومات المتعلقة بالحادث. كما أفادت الأنباء أن مكتب المدعي العام وضباط الشرطة فحصوا مكان الحادث، وصدر أمر بإجراء فحص طبي شرعي، ونُفذت إجراءات إجرائية أخرى. في الواقع، بدأ مكتب المدعي العسكري لجمهورية أذربيجان دعوى جنائية بموجب المواد  100.2 (التخطيط لحرب عدوانية أو التحضير لها أو الشروع فيها أو إجرائها) و 116.0.6 (انتهاك القانون الإنساني الدولي أثناء نزاع مسلح) ومواد أخرى من قانون العقوبات. في الوقت الحاضر، يتم إجراء تحقيقات مكثفة.
في يوم الحادث، قال رئيس الخدمة الصحفية بوزارة العمل والحماية الاجتماعية لسكان أذربيجان، فاضل طالبوف، إن محرم إبراهيموف وسراج أبيشوف وعارف علييف، الذين لقوا حتفهم نتيجة الحادث، سيمنحوا صفة الشهداء.

## ردود الفعل
ووصف روفشان مامادوف، رئيس قناة AzTV، على صفحته على فيسبوك، الحادث بأنه «مثال آخر على التخريب الأرمني وجرائم العدو ضد المدنيين» وأعرب عن تعازيه لأسر الصحفيين. صرح النائب الأول لرئيس جمهورية أذربيجان، مهريبان علييفا ، أن «المسؤولية عن مقتل الأبرياء تقع بالكامل على عاتق القيادة العسكرية والسياسية لأرمينيا».
دعا حكمت حاجييف، مساعد رئيس جمهورية أذربيجان، رئيس قسم السياسة الخارجية في الإدارة الرئاسية لجمهورية أذربيجان، المنظمات الدولية لإبداء التضامن وإدانة المأساة، مضيفًا أن الصحفيين كانوا ضحايا لغم عمدًا. زرعتها القوات الأرمينية عند مغادرة كالبجار. أعرب ليلى عبد اللاييفا، رئيس الدائرة الصحفية بوزارة الشؤون الخارجية لجمهورية أذربيجان، ووزير خارجية أذربيجان جيحون بيراموف، ووكالة تطوير الإعلام الأذربيجاني (MEDİA) عن تعازيه لعائلات الصحفيين القتلى. اتهمت وزارة الخارجية الأذربيجانية أرمينيا بانتهاك اتفاقية جنيف. اتهم رئيس نقابة الصحفيين الأذربيجانيين إيلشين شيخلي أرمينيا بانتهاك القانون الدولي وذكر أن الألغام في كالبجار زُرعت مؤخرًا. أصدرت اللجنة الحكومية لجمهورية أذربيجان المعنية بقضايا الأسرة والمرأة والطفل بيانا أكدت فيه أنه نتيجة للحادث، تُرك أطفال صغار من ثلاث عائلات أيتاماً.
وأضيف أيضا أن «السلوك العنيف والعدواني للقوات المسلحة لأرمينيا مستمر حتى يومنا هذا، وحياة الناس وصحتهم في خطر جسيم، بشكل عام، كل هذه الأعمال تتعارض مع حقوق الإنسان».
```
تم تكريم ذكرى القتلى في انفجار لغم بالقرب من مبنى تلفزيون أذربيجان.
[
19
]
[
20
]
```

## دولي
```
السفير الفرنسي لدى أذربيجان زاكاري جروس، والسفارة الإيطالية في أذربيجان، والسفير الإسرائيلي لدى أذربيجان جورج ديك، والسفارة الروسية في أذربيجان، والسفارة الإيرانية في أذربيجان والسفارة الجورجية في أذربيجان أعربوا عن تعازيهم لمقتل اثنين من الصحفيين نتيجة الحادث. وألقت قناة Haber Global التركية باللوم على أرمينيا في الحادث.
[
21
]
```

أشار جورجي جوجيا، نائب مدير هيومن رايتس ووتش لأوروبا وآسيا الوسطى، إلى أن الحدث يثير القلق، لا سيما إذا كان اللغم مزروعًا مؤخرًا وكان هدفه مدنيين. أعلنت دنيا مياتوفيتش، مفوضة حقوق الإنسان في مجلس أوروبا، عن الحاجة إلى تطهير المناطق المتأثرة بالنزاع من الألغام بشكل عاجل. أعربت ممثلة منظمة الأمن والتعاون في أوروبا المعنية بحرية الإعلام ، تيريزا ريبيرو، عن بالغ قلقها وحزنها لوفاة صحفيين أذربيجانيين.
وقال الأمين العام الاتحاد الدولي للسيارات الدولي، أنطوني بيلانجر والأمين العام، اتحاد الصحفيين الأوروبي ريكاردو جوتيريز، ونائب رئيس الاتحاد الدولي للإعلام. وصف جولنوزا سعيد منسق برنامج حماية الصحفيين في أوروبا وآسيا الوسطى مقتل إبراغيموف وأبيشوف منظمة «خرائط جزر الصحراء مع الصحافة، عدم وقوع ضحايا للصحة».
طالب نواب البرلمان الأوكراني ليودميلا مارشينكو وماريان زابلوتسكي أرمينيا بتقديم خرائط لحقول الألغام. كما أعرب الصحفي والخبير العسكري الروسي، الرئيس السابق للمجلس العام التابع لوزارة الدفاع في الاتحاد الروسي، إيغور كوروتشينكو، عن رد فعله على الحادث وشدد على ضرورة مناشدة جميع المنظمات، بما في ذلك الصحفيين الأوروبية والدولية.
```
ولم يعلق الجانب الأرمني على الحادث.
[
27
]
```

## وصلات خارجية
- مقتل صحفيين أذربيجانيين في انفجار لغم أرضي في محافظة كلبجار المحررة
- بيان مشترك عن النيابة العامة والداخلية بشأن مقتل صحفيين في انفجار لغم مضاد للدبابات في كلبجار المحررة من وطأة احتلال أرمينيا
- أذربيجان.. مقتل صحفيين بانفجار لغم بمنطقة كلبجار المحررة
- مقتل صحفيين اذربيجانيين اثر انفجار لغم زرعته مجموعة تخريبية ارمينية في قرية محافظة كلبجار المحررة
- سفارة ليتوانيا تعزي في مقتل الصحفيين
- أذربيجان: مقتل صحفيين اثنين إثر انفجار لغم.. ومطالب لأرمينيا بتسليم خرائط
- الالغام تقتل 4 صحافيين في الأراضي المحررة باذربيجان.